# サマー・ファイア'77
『サマー・ファイア'77』はピンク・レディーのライブ・アルバム。

## 内容
1977年7月26日に田園コロシアムで行われたライブの音源を収録。
2006年7月26日には紙ジャケット仕様としてCD化された。

## 収録曲

### DISC 1
1. オープニング
2. メドレーI～ブラック・イズ・ブラック～ラブ・ポーション・No.9～ロックン・ロール・ラブレター～アイ・ビリーブ・イン・ミュージック
3. ペッパー警部
4. ダンシング・クイーン
5. 恋はOK
6. ロックン・ローラー・コースター
7. 乾杯お嬢さん
8. S・O・S
9. ストップ・イン・ザ・ネーム・オブ・ラブ
10. マーシー・マーシー・マーシー
11. モータウン・ストーリー～モータウン・オーパチュア～マネー～プリーズ・ミスター・ポストマン～アイ・ウォント・ユー・バック～ユー・キープ・ミー・ハンギング

### DISC 2
1. 愛するデューク
2. エバー・グリーン
3. ホテル・カリフォルニア
4. メドレーII～ホワット・アイ・セイ～アンチェイン・マイ・ハート～サンライト・ツイスト～ルート66～ダイナマイト～ジョニー・ビー・グッド～ロックン・ロール・ミュージック
5. CMメドレー～牛乳石鹸～ナショナル
6. カルメン'77
7. 渚のシンドバッド
8. イット・マスト・ビー・ヒム
9. グッド・バイ・ジミー・グッド・バイ
10. バイ・バイ・ベイビー